# Intendente Alvear
Intendente Alvear är en kommunhuvudort i Argentina.   Den ligger i provinsen La Pampa, i den centrala delen av landet, 500 km väster om huvudstaden Buenos Aires. Intendente Alvear ligger 129 meter över havet och antalet invånare är 6 990.
Terrängen runt Intendente Alvear är mycket platt. Runt Intendente Alvear är det mycket glesbefolkat, med 4 invånare per kvadratkilometer.. Intendente Alvear är det största samhället i trakten.
Trakten runt Intendente Alvear består till största delen av jordbruksmark.